# Ionpumpe

En ionpumpe eller en iontransportør (eng. ion pump, ion transporter) er et membranprotein, der udfører aktiv transport af ioner på tværs af en biologisk membran, normalt imod ion-koncentrationen. Ionpumper er den ene af to klasser af ionofore makromolekyler, dvs. makromolekyler kendetegnet ved at binde ioner reversibelt; den anden klasse er ionkanaler.
Ionpumper er i den aktive klasse af molekyler i modsætning til ionkanaler, der også er membran-proteiner, men som bare tillader gennemstrømning af ioner, dvs. ved passiv transport imod en lavere koncentration af ioner.
Ion-pumper er enzymer, som udnytter energi fra forskellige kilder - bl.a. ATP, sollys og redox-reaktioner - til aktiv transport for at opbygge en ionkoncentration eller iongradient.
Ion-pumper klassificeres som en superfamilie af 12 familier af ion-transportører, grupperet bl.a. efter hvilke ioner der transporteres, transportmekanismen, den anvendte energikilde og sekvens-ligheder.
Den danske forsker Jens Christian Skou blev i 1997 tildelt Nobelprisen i kemi for sit banebrydende arbejde med natrium-kalium-pumpen.

## Terminologi
En uniporter er en ionpumpe for en bestemt ion i en retning over membranen.
En symporter er en ionpumpe der pumper en bestemt negativ ion og en bestemt positiv ion sammen i en retning over membranen.
En antiporter er en ionpumpe der pumper en bestemt negativ ion og en bestemt positiv ion i modsat retning over membranen.

## Funktioner
Tilsammen med ionkanalerne er ionpumperne afgørende for organismens livsfunktioner, idet de opretholder koncentrationen af ioner og pH, og idet livsprocesser som nervesignaler og muskelsammentrækning er betinget af ionkoncentrationer indeni og udenfor cellerne.

## Nogle eksempler
- Neurotransmitter transporters: glutamate/aspartate transporters, GABA tranporters, glycine transporters, monoamine transporters, adenosine transporters og vesicular acetylcholine transporter
- Sodium-calcium exchanger (Na+/Ca++ exchanger, NCX, eller exchange protein)
- Sodium-chloride symporter (Na+-Cl- cotransporter, NCC, NCCT, eller thiazide-sensitive Na+-Cl- cotransporter, TSC)
- ABC transporters, der bl.a. transporterer en del forskellige ioner
- A-type ATPaser, der pumper anioner
- P-type ATPaser, der pumper Na+, K+ og Ca++, f.eks. Natrium-kalium-pumpen
- F-type ATPaser, der er protonpumper
- V-type ATPaser, der er protonpumper
- Bakterierhodopsin, der er en protonpumpe